# ТОК (гурт)
«ТОК» — колектив із Дніпра, що грає у стилі хард-рок та хеві-метал.

## Історія
Гурт було засновано 1986 року. До складу увійшли:
- Ігор Ромащенко (гітара, вокал),
- Віктор Пеленко (лідер-гітара),
- Геннадій Пеленко (бас-гітара, клавішні),
- Сергій Ромащенко (ударні).

Першого ж року гурт дав свої перші концерти та записав 5 пісень. У 1987 році замість Ігоря Ромащенко у групу приходить Андрій Підгайний. У цьому ж році група виступає на фестивалі «Рок-н-ролл Таврічний» у Новій Каховці. У цьому ж році записується перший магнітоальбом «Когда ударит ТОК». Внаслідок того, що в україномовних газетах групу часто називали «Струм», у назву були додані крапки, тобто на афішах стали писати «Т. О. К.»
У 1988 гурт бере участь у фестивалі «Дні хард-року» у Ризі. Згодом було записано магнітоальбом «Правда». Цього року до лав армії були призвані Геннадій Пеленко та Сергій Ромащенко. Їхні місця зайняли Роман Ямполь (барабанщик) та Станіслав Ананченко (бас-гітарист).
1989-го у колективу з'явився продюсер Дмитро Костюк, який нині є продюсером гурту ВІА Гра. Починається досить активна концертна діяльність колективу та запис альбому Leave Me Wine & Rock ’n’ Roll. У 1992 році гурт бере участь у фестивалі «Таврійські ігри». У 1993 внаслідок конфлікту Дмитро Костюк припиняє співпрацю з гуртом.
У 1994 виходить перший CD під назвою Screaming Together. Пісня з нього «Sex, Wine & Rock'n'roll» назавжди стала візитівкою групи. Також був знятий перший кліп групи на пісню «This Is My Business». У 1996 році виходить другий CD групи «Alcoholic Heaven». У 1998 знімаються кліпи на пісні «Sex, Wine & Rock'n'roll» та «Smile at My Face». У цьому ж році замість Станіслава Ананченко до групи приходить Анатолій Кисліцин. Колектив виступає у Словаччині та Чехії.
1999-го кліп на пісню «Smile at My Face» потрапляє до ротації телеканалу «Biz-TV», гурт відкриває фестиваль «Рок-Київ».
У 2002 до групи повертається продюсер Геннадій Пеленко. У 2004 у Києві записують альбом «Буду першим» («рос. Буду первым»). У наступні роки група активно гастролює та напрацьовує матеріал для нового альбому, який вийшов у 2010 році під назвою «Імперія» («рос. Империя»).

## Дискографія
- Когда ударит ТОК (1987)
- Правда (1988)
- Leave Me, Wine & Rock'n'roll (1991)
- Screaming Together (1994)
- Alcoholic Heaven (1996)
- Буду Первым (2004)
- Империя (2010)
- Reason to Fight (2016)